# Rita (2024, Jayro Bustamante)
Rita ist ein Horror-Fantasy-Drama  von Jayro Bustamante. Der guatemaltekische Regisseur stellt in seinem vom Magischen Realismus geprägten Film eine Tragödie nach, die sich 2017 bei dem Brand im Virgen de la Asunción Safe Home in Guatemala ereignete, bei dem 41 junge Mädchen den Flammen zum Opfer fielen. Der Film mit der Nachwuchsschauspielerin Giuliana Santa Cruz in der Titelrolle feierte im Juli 2024 beim Fantasia International Film Festival seine Weltpremiere, wo er im Wettbewerb für das Cheval Noir gezeigt wurde. Anfang August 2024 kam der Film in die guatemaltekischen Kinos. Rita wurde von Guatemala als Beitrag für die Oscarverleihung 2025 als bester Internationaler Film eingereicht.

## Handlung
Rita ist vor ihrem gewalttätigen Vater weggelaufen. Als sie eines Tages ins Krankenhaus eingeliefert wird, nehmen sie die Behörden fest und stecken sie, angeblich zu ihrem eigenen Schutz, in das Virgen de la Asunción Safe Home in Guatemala, eine Einrichtung für verhaltensauffällige Mädchen. Kurz nach ihrer Ankunft versucht einer der Wärter das junge Mädchen zu vergewaltigen, als sie allein in den Duschräumen sind.

## Die Brandkatastrophe im Kinderheim von Guatemala

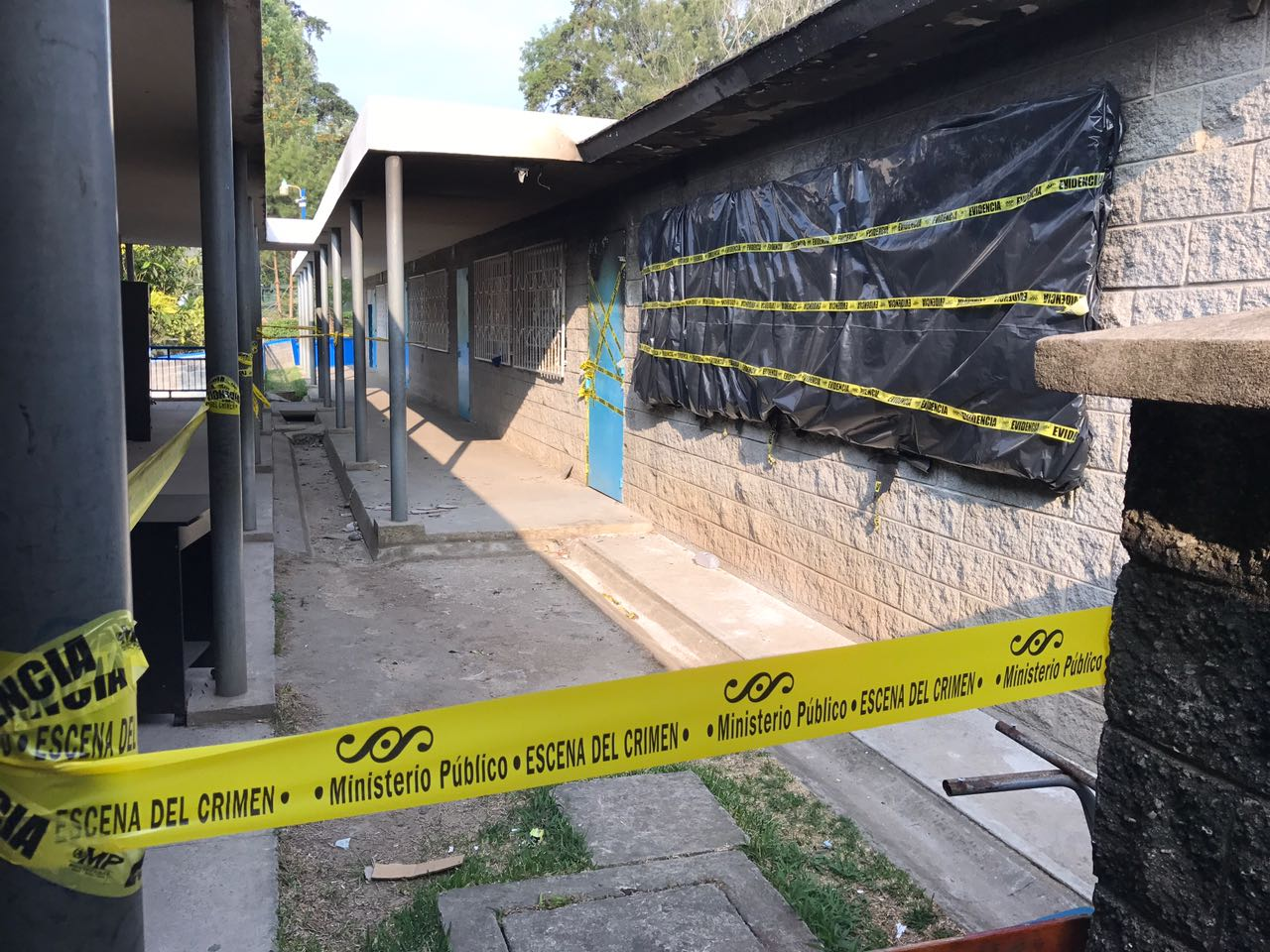
Das Hogar Seguro Virgen de la Asunción in der Nähe von Guatemala-Stadt

Die Brandkatastrophe im Kinderheim Hogar Seguro Virgen de la Asunción ereignete sich Anfang März 2017 in einem Kinder- und Jugendheim in Guatemala. Nach einer Revolte konnten etwa 85 der Bewohner entkommen. Die meisten von ihnen wurden von der Polizei zurückgebracht und insgesamt 56 Mädchen in einen Raum mit einer Fläche von 48 Quadratmetern eingesperrt. In diesem entwickelte sich ein Feuer. Bei dem Brand starben 41 Mädchen. 15 Mädchen überlebten mit teils schwersten Verbrennungen. Eines der Mädchen war zum Zeitpunkt des Brandes schwanger. Die 14-Jährige überlebte und brachte im Oktober 2017 einen gesunden Jungen zur Welt.
Die Einrichtung in der Nähe von Guatemala-Stadt stand bereits in den Jahren vor der Brandkatastrophe im Fadenkreuz von Ermittlungen. Dabei ging es um Misshandlungen und Vergewaltigungen. Die Staatsanwaltschaft hatte bereits die Schließung des "Hogar Seguro" gefordert, da sie vermutete, der Direktor des staatlichen Kinderheims sei in einen Kinderhändlerring verwickelt.

## Produktion

### Filmstab, Besetzung und Dreharbeiten
Regie führte Jayro Bustamante, der auch das Drehbuch schrieb. Es handelt sich bei Rita um den vierten Spielfilm des guatemaltekischen Regisseurs.
Die jungen Frauen, die die Mädchen im Waisenhaus verkörpern, waren alle Laienschauspielerinnen. So auch Giuliana Santa Cruz, die in der Titelrolle Rita spielt. Juan Pablo Olyslager, der den Polizeichef spielt, war bereits in Bustamantes Filmen Das Beben und La Llorona zu sehen, ebenso Sabrina De La Hoz, die Monitora spielt. María Telón, die in allen von Bustamantes früheren Filmen zu sehen war, spielt Celia. Sulmy, Bebé und Terca, die Mädchen aus der Gruppe der „Engel“, die Rita zu beschützen versuchen, werden von Ángela Quevedo, Alejandra Vásquez und Isabel Aldana gespielt.
Der peruanische Kameramann Inti Briones war zuletzt für Melina Leóns Filmdrama Canción sin nombre und für Francisca Alegrías Filmdrama The Cow Who Sang a Song Into the Future tätig.

### Filmmusik und Veröffentlichung
Die Filmmusik steuerte, wie bei Das Beben und La Llorona, der Mexikaner Pascual Reyes bei. Die guatemaltekische Singer-Songwriterin Gaby Moreno komponierte das Stück Alas.
Die Premiere des Films war am 25. Juli 2024 beim Fantasia International Film Festival. Der Kinostart in Guatemala erfolgte am 8. August 2024. Im September 2024 wurde Rita beim Calgary International Film Festival gezeigt und im Oktober 2024 beim Vancouver International Film Festival. Am 22. November 2024 wurde der Film in den USA in das Programm von Shudder aufgenommen.

## Rezeption

### Kritiken
Von den bei Rotten Tomatoes aufgeführten Kritiken sind 88 Prozent positiv bei einer durchschnittlichen Bewertung mit 8 von 10 möglichen Punkten.
J. Hurtado schreibt in seiner Kritik für screenanarchy.com, so wie Jayro Bustamantes Film La Llorona die Macht des Horrors nutzte, um die Tragödie des Maya-Völkermords in Guatemala in den 1980er Jahren zu untersuchen, nutze auch Rita in geringerem Maße Horror, um der Welt die schmutzigen Geheimnisse seines Landes zu offenbaren. Rita erinnert ihn stark an Guillermo del Toros Verwendung von Phantasie in Pans Labyrinth, der in diesem Film die Brutalität der frühen Tage des Franco-Regimes in Spanien untersuchte. Die Mädchen in dem Heim nutzten ebenfalls Phantasie, um mit dem dortigen Horror und der Ausbeutung fertig zu werden. Rita als Hauptfigur bringe zum Ausdruck, dass die Ereignisse des Films vielleicht nicht genau so passiert sind, wie sie gezeigt werden, sondern wie sie sich an sie erinnert, die anderen Mädchen als mystischer Kreaturen, jede mit einer unterschiedlichen Macht ausgestattet, die Erwachsenen als Monster voller Grausamkeit, was der Tragödie einen kindlichen Hauch hinzufüge.

### Auszeichnungen
Rita wurde von Guatemala als Beitrag für die Oscarverleihung 2025 als bester Internationaler Film eingereicht. Bustamantes Film La Llorona wurde diese Ehre vier Jahre zuvor zuteil. Im Folgenden eine Auswahl von Auszeichnungen und Nominierungen.
Brooklyn Horror Film Festival 2024

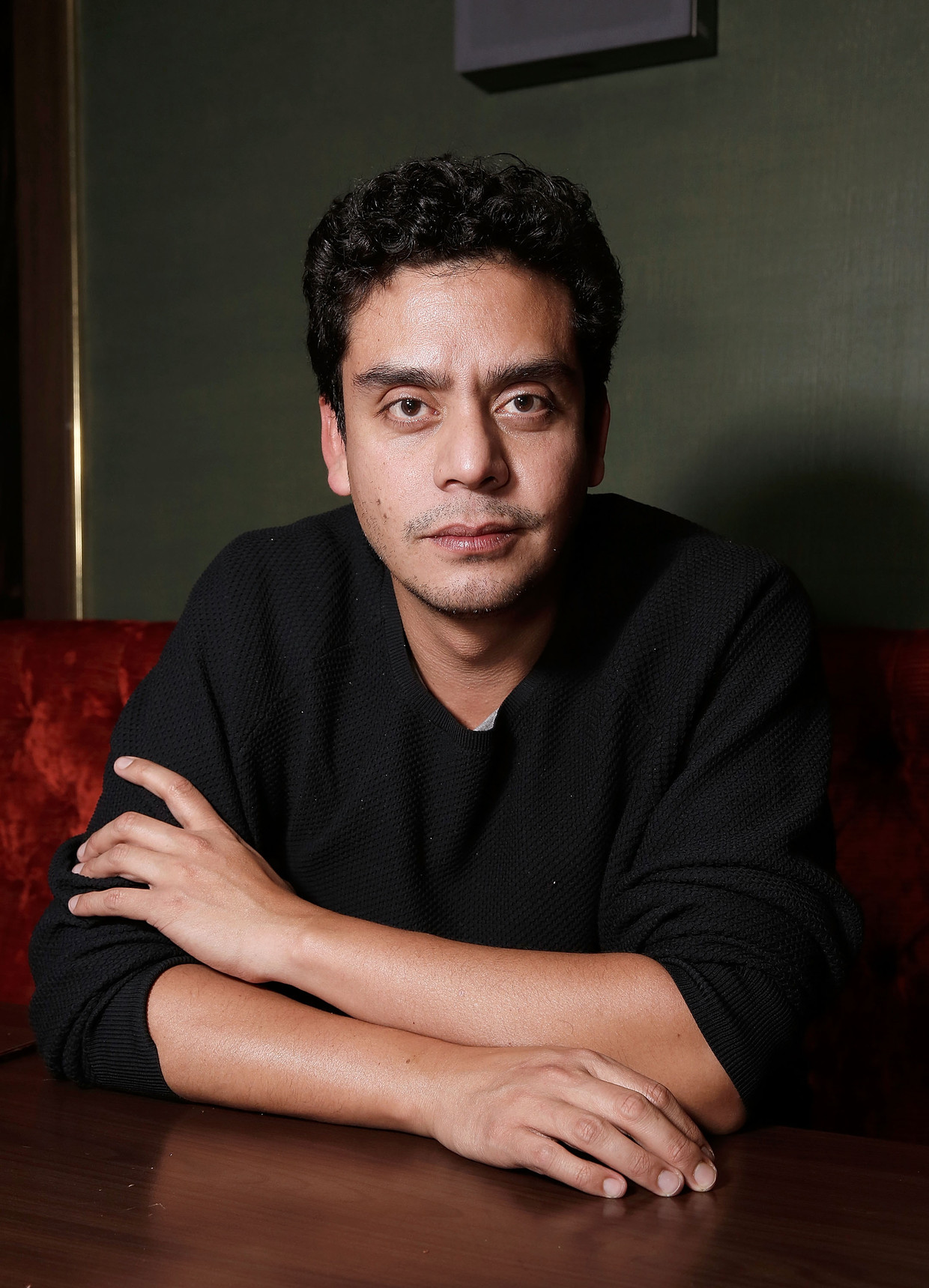
Regisseur Jayro Bustamante

- Auszeichnung für das Beste Drehbuch (Jayro Bustamante)[11]

Calgary International Film Festival 2024
- Nominierung im International Narrative Competition (Jayro Bustamante)

Fantasia International Film Festival 2024
- Nominierung im Wettbewerb für das Cheval Noir
- Auszeichnung für die Beste Kamera (Inti Briones)[12]